# 桑田郡
- 令制国一覧 > 山陰道 > 丹波国 > 桑田郡
- 日本 > 近畿地方 > 京都府 > 桑田郡

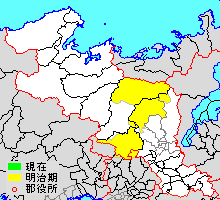
京都府桑田郡の位置

桑田郡（くわだぐん）は、1879年まで京都府（丹波国）にあった郡。

## 郡域
現在の下記の区域にあたるが、行政区画として画定されたものではない。
- 京都市
  - 右京区の一部（京北各町）
  - 左京区の一部（広河原各町）
- 亀岡市の大部分（東本梅町各町を除く）
- 南丹市の一部（美山町各町・八木町神吉）
- 大阪府高槻市の一部（田能・出灰・中畑・二料・杉生）
- 大阪府豊能郡豊能町の一部（牧・寺田）

## 歴史

### 古代
『和名抄』に「国府在桑田郡高低上一日下半日」とあることから、丹波国国府が10世紀には桑田郡にあったと考えられている。しかしながら国府の位置は確定できておらず、現在も諸説がある。
山城国との境界に位置し、長岡京・平安京の遷都により都の近郊地帯となる。郡内には、この他にも丹波国分寺・丹波国分尼寺跡・丹波国一宮の出雲大神宮・千歳車塚古墳が残り、丹波国の中心地であったことがうかがわれる。

#### 郷
『和名類聚抄』に記される郡内の郷。括弧内は訓読み。
- 小川郷（乎加波）
- 桑田郷（久波多）
- 漢部郷
- 宗我部郷
- 川人郷（加波無土）
- 荒部郷
- 池辺郷 - 朝廷の氷室が設置された。
- 弓削郷
- 山国郷
- 有頭郷
- 横作郷
- 佐伯郷

#### 式内社
『延喜式』神名帳に記される郡内の式内社。
| 神名帳                       | 神名帳            | 神名帳 | 神名帳         | 比定社                       | 比定社                             | 比定社     | 集成 |
| 社名                         | 読み              | 格     | 付記           | 社名                         | 所在地                             | 備考       | 集成 |
| ---------------------------- | ----------------- | ------ | -------------- | ---------------------------- | ---------------------------------- | ---------- | ---- |
| 桑田郡 19座（大2座・小17座） |                   |        |                |                              |                                    |            |      |
| 出雲神社                     | イツモノ          | 名神大 |                | 出雲大神宮                   | 京都府亀岡市千歳町千歳             | 丹波国一宮 |      |
| 出雲神社                     | イツモノ          | 名神大 | （論）出雲神社 | 京都府亀岡市本梅町平松       |                                    |            |      |
| 桑田神社                     | クハタノ          | 小     |                | （論）桑田神社               | 京都府亀岡市篠町山本               |            |      |
| 桑田神社                     | クハタノ          | 小     | （論）桑田神社 | 京都府亀岡市篠町馬堀         |                                    |            |      |
| 三宅神社                     | ミヤケノ          | 小     |                | 三宅神社                     | 京都府亀岡市三宅町                 |            |      |
| 小川月神社                   | ヲカハノツキノ    | 名神大 |                | 小川月神社                   | 京都府亀岡市馬路町                 |            |      |
| 三県神社                     | ミアカタノ        | 小     |                | （参）宗神社                 | 京都府南丹市八木町屋賀             |            |      |
| 神野神社                     | カムノノ          | 小     |                | （論）宮川神社               | 京都府亀岡市宮前町宮川             |            |      |
| 山国神社                     | ヤマクニノ        | 小     |                | 山國神社                     | 京都府京都市右京区京北鳥居町宮ノ元 |            |      |
| 阿多古神社                   | アタゴノ          | 小     |                | 愛宕神社                     | 京都府亀岡市千歳町国分             |            |      |
| 阿多古神社                   | アタゴノ          | 小     | （参）愛宕神社 | 京都府京都市右京区嵯峨愛宕町 |                                    |            |      |
| 小幡神社                     | ヲハタノ          | 小     |                | 小幡神社                     | 京都府亀岡市曽我部町穴太           |            |      |
| 走田神社                     | ハシリタノ        | 小     |                | 走田神社                     | 京都府亀岡市余部町走田             |            |      |
| 松尾神社                     | マツノヲノ        | 小     |                | 松尾神社                     | 京都府亀岡市旭町                   |            |      |
| 松尾神社                     | マツノヲノ        | 小     | （論）請田神社 | 京都府亀岡市保津町           |                                    |            |      |
| 伊達神社                     | イタテノ イタチ   | 小     |                | （論）伊達神社               | 京都府亀岡市宇津根町               |            |      |
| 伊達神社                     | イタテノ イタチ   | 小     | （論）伊達神社 | 京都府亀岡市余部町           |                                    |            |      |
| 大井神社                     | オホヰノ          | 小     |                | 大井神社                     | 京都府亀岡市大井町並河             |            |      |
| 石穂神社                     | イハホノ          | 小     |                | （論）請田神社               | 京都府亀岡市保津町                 |            |      |
| 与能神社                     | ヨノノ            | 小     |                | 與能神社                     | 京都府亀岡市曽我部町寺蛇谷         |            |      |
| 多吉神社                     | タキノ オホヨシノ | 小     |                | 多吉神社                     | 京都府亀岡市西別院町柚原北谷       |            |      |
| 村山神社                     | ムラヤマノ        | 小     |                | 村山神社                     | 京都府亀岡市篠町森                 |            |      |
| 鍬山神社                     | クハヤマノ        | 小     |                | 鍬山神社                     | 京都府亀岡市上矢田町               |            |      |
| 薭田野神社                   | ヒエタノノ        | 小     |                | 薭田野神社                   | 京都府亀岡市薭田野町佐伯           |            |      |
| 凡例を表示                   |                   |        |                |                              |                                    |            |      |

1. ↑  1字目は「草冠に稗」。

### 近世以降の沿革
所属町村の変遷は南桑田郡#郡発足までの沿革、北桑田郡#郡発足までの沿革をそれぞれ参照
- 1645年（正保2年） - 大布施村・八桝村・別所村の3村（現・京都市左京区花背）が山城国愛宕郡に編入。
- 「旧高旧領取調帳」の記載されている明治初年時点での支配は以下の通り。下記のほか皇室領・公家領・寺社領などが存在。国名のあるものは飛地領。（1町219村）
  - 後の南桑田郡域（1町100村） - 旗本領、亀山藩、園部藩、篠山藩、摂津高槻藩
  - 後の北桑田郡域（119村） - 旗本領、園部藩、篠山藩
- 慶応4年閏4月28日（1868年6月18日） - 旗本領などが久美浜県の管轄となる。
- 明治2年6月19日（1869年7月27日） - 丹波亀山藩が任知藩事にともない改称して亀岡藩となる。
- 明治4年
  - 7月14日（1871年8月29日） - 廃藩置県により、藩領が亀岡県、園部県、篠山県、高槻県の管轄となる。
  - 11月2日（1871年12月13日） - 第1次府県統合により、篠山県の管轄地域が豊岡県の管轄となる。
  - 11月20日（1871年12月31日） - 第1次府県統合により、高槻県の管轄地域が大阪府の管轄となる。
  - 11月22日（1872年1月2日） - 第1次府県統合により、全域が京都府の管轄となる。
- 明治12年（1879年）4月10日 - 郡区町村編制法の京都府での施行により、亀岡町など1町92村の区域をもって南桑田郡が、比賀江村など86村の区域をもって北桑田郡が発足。同日桑田郡消滅。